# 週刊ダウ通信
『週刊ダウ通信』（しゅうかんダウつうしん）は、2023年4月4日（3日深夜）から2024年3月26日（25日深夜）までテレビ朝日の『バラバラ大作戦』（月曜第3部）で放送されていたバラエティ番組。ダウ90000の冠番組。

## 概要
ダウ90000が一風変わった企画に挑む番組。ダウ90000のメンバー8人が揃って出演するレギュラー番組は、テレビでは初となる。
企画を継続させるか否かを決めるアンケートが番組公式Twitterで実施される場合は、「続きが見たい」が90%を下回るとその企画の続編はお蔵入りになる。
2024年3月をもって終了し、同年4月からダウ90000出演の『ダウ★ツーマン』が開始した。

## 出演者
- ダウ90000（蓮見翔・園田祥太・飯原僚也・上原佑太・道上珠妃・中島百依子・忽那文香・吉原怜那）

## 放送リスト
| 回数       | 放送日   | 企画                                                                                   | 出典                 |
| ---------- | -------- | -------------------------------------------------------------------------------------- | -------------------- |
| 1          | 4月4日   | 蓮見、ギャルとコントがやりたい                                                         | [ 7 ] [ 8 ]          |
| 2          | 4月11日  | 吉原、勝俣さんと短パン買いにいきたい                                                   | [ 9 ] [ 10 ]         |
| 3          | 4月18日  | 忽那、ココ・シャネルになりたい                                                         | [ 13 ] [ 14 ]        |
| 4          | 4月25日  | 蓮見、ギャルとコントがしたい２                                                         | [ 15 ] [ 16 ]        |
| 5          | 5月2日   | 蓮見×ギャルの即興漫才 上原VTuberになって普段言えないことを言いたい                     | [ 17 ] [ 18 ]        |
| 6          | 5月9日   | 上原VTuberになって普段言えないことを言いたい 後編                                      | [ 19 ] [ 20 ]        |
| 7          | 5月16日  | 吉原、勝俣さんと短パンを買いに行きたい 第２弾                                          | [ 12 ] [ 21 ]        |
| 8          | 5月23日  | 忽那文香の給油させてもらえませんか？                                                   | [ 22 ] [ 23 ]        |
| 9          | 5月30日  | 忽那文香の給油させてもらえませんか？2                                                  | [ 24 ] [ 25 ]        |
| 10         | 6月6日   | 飯原企画 チキンラーメン冒険王                                                          | [ 26 ] [ 27 ]        |
| 11         | 6月13日  | 飯原presents チキンラーメン冒険王 後半戦                                               | [ 28 ] [ 29 ]        |
| 12         | 6月20日  | 忽那文香の給油させてもらえませんか？3                                                  | [ 30 ] [ 31 ]        |
| 13         | 6月27日  | オードリー春日さんと長回しコント                                                       | [ 32 ] [ 33 ] [ 34 ] |
| 14         | 7月4日   | オードリー春日さんとコント振り返りトーク                                               | [ 35 ] [ 36 ]        |
| 15         | 7月11日  | エチュード（即興演劇）Breaking Down                                                    | [ 37 ] [ 38 ]        |
| 16         | 7月18日  | エチュードBreaking Down 完結編                                                         | [ 39 ] [ 40 ]        |
| 17         | 7月25日  | 俺だって全力でツッコみたい！ボケ放題さんぽ                                             | [ 41 ] [ 42 ]        |
| 18         | 8月1日   | 新キャラ試し放題体育館                                                                 | [ 43 ] [ 44 ]        |
| 19         | 8月8日   | 吉原のあの人に会って謝りたい                                                           | [ 45 ] [ 46 ] [ 47 ] |
| 20         | 8月15日  | 吉原 つばきファクトリー小野瑞歩に会って謝りたい 夏の八演会最速レポート                 | [ 49 ] [ 50 ]        |
| 21         | 8月22日  | 新ドラマ「俺たちにも、情熱はある」オーディション                                       | [ 51 ] [ 52 ]        |
| 22         | 8月29日  | 新ドラマ「俺たちにも、情熱はある」オーディション ランジャタイ編                        | [ 53 ] [ 54 ]        |
| 23         | 9月5日   | 俺たちだってForbes JAPANの授賞式に出たい！ 授賞式で7人だけで構成・演出したコントを披露 | [ 56 ] [ 57 ]        |
| 24         | 9月12日  | 永野が徹底解説 蓮見翔はここがスゴい                                                    | [ 58 ] [ 59 ]        |
| 25         | 9月19日  | 永野の蓮見翔 徹底解説 完結編                                                           | [ 60 ] [ 61 ]        |
| 26         | 9月26日  | ダウ×ロッチ GUでワンカットコント                                                       | [ 62 ] [ 63 ]        |
| 27         | 10月3日  | ダウ×ロッチ ワンカットコント振り返りトーク                                             | [ 64 ] [ 65 ]        |
| 28         | 10月10日 | お笑いラッキー王は誰だ！                                                               | [ 66 ] [ 67 ]        |
| 29         | 10月17日 | お笑いラッキー王は誰だ！後半戦                                                         | [ 68 ] [ 69 ]        |
| 30         | 10月24日 | 呼び出し先生ヤマネ                                                                     | [ 70 ] [ 71 ]        |
| 31         | 10月31日 | 呼び出し先生ヤマネ 完結編                                                              | [ 72 ] [ 73 ]        |
| 32         | 11月7日  | 永野が完全予想 蓮見翔はこうなる                                                        | [ 74 ] [ 75 ]        |
| 33         | 11月14日 | 永野が完全予想 蓮見翔はこうなる 後半戦                                                 | [ 76 ] [ 77 ]        |
| 34         | 11月21日 | 週刊ダウ通信増刊号 これって私だけですか？                                              | [ 78 ] [ 80 ]        |
| 35         | 11月28日 | イベント会場に飾る写真を平子がプロデュース                                             | [ 81 ] [ 82 ]        |
| 36         | 12月5日  | ダウのM-1準々決勝当日ドキュメント                                                      | [ 83 ] [ 84 ]        |
| 37         | 12月12日 | ダウのモノマネ向上委員会                                                               | [ 85 ] [ 86 ]        |
| 38         | 12月19日 | モノマネ向上委員会 完結編                                                              | [ 87 ] [ 88 ]        |
| （傑作選） | 12月31日 | クリスマスイベント特別公開                                                             | [ 90 ] [ 91 ]        |

| 回数        | 放送日  | 企画                                     | 出典                    |
| ----------- | ------- | ---------------------------------------- | ----------------------- |
| 39          | 1月9日  | ダウ90000 2024年運勢ランキング           | [ 92 ] [ 93 ]           |
| 40          | 1月16日 | 2024年運勢ランキング＆改名案 完結編      | [ 94 ] [ 95 ]           |
| 41          | 1月23日 | クロちゃんとコント「８番クロちゃん」     | [ 96 ] [ 97 ] [ 98 ]    |
| 42          | 1月30日 | ダウ×クロちゃん 長尺コント振り返りトーク | [ 99 ] [ 100 ]          |
| 43          | 2月6日  | 蓮見が寝たあとに                         | [ 101 ] [ 102 ]         |
| 44          | 2月20日 | 蓮見が寝たあとに 完結編                  | [ 103 ] [ 104 ]         |
| 45          | 2月27日 | ハナコ秋山がダウとやりたいコント         | [ 105 ] [ 106 ]         |
| 46          | 3月5日  | 元ゾフィー上田がダウとやりたいコント     | [ 107 ] [ 108 ]         |
| 47          | 3月12日 | 第2の永野オーディション                  | [ 109 ] [ 110 ]         |
| 48          | 3月19日 | 東京03飯塚にコントをプレゼン             | [ 111 ] [ 112 ]         |
| 最終 （49） | 3月26日 | 東京03飯塚とコントをやりたい！後半戦     | [ 113 ] [ 114 ] [ 115 ] |

## エンディングテーマ

### 2023年
- 4月度：ユプシロン「ZERO」[116]
- 5月度：WONDER∞WANDER「デンデビリビリ」[117][注 31]
- 6月度：えのぐ「奇跡なんかじゃなくたって」[119]
- 7月度：なんキニ!「らびゅっ！」[120]
- 8月度：紗々木レイナ「流れ星が消えても」[121]
- 9月度：ユプシロン「パラドックス」[122]
- 10月度：ダズビー「口笛で愛は歌えない」[123]
- 11月度：朝ノ瑠璃「刻印」[124]
- 12月度：のんふぃく!「ツヨカワ」[125]

### 2024年
- 1月度：点染テンセイ少女。「終電終恋ラプソディ」[126]
- 2月度：ヤユヨ「チョコミンツ」[127]
- 3月度：Z CLEAR「JUNKIE」[128]

## イベント
- 週刊ダウ通信presentsダウ90000 夏の八演会（2023年8月10日、SUMMER STATION LIVEアリーナ）[48][129]
- ダウ90000クリスマスパーティー 〜蓮見翔にギャフンと言わせる会〜 presented by週刊ダウ通信（2023年12月25日、NEW PIER HALL）[89][130]
  - ゲスト[89][130]…岩崎う大（かもめんたる）、ラブレターズ、かが屋
- ダウ主総会 〜今年のダウはこんな感じでした〜 presented by週刊ダウ通信（2023年12月25日、NEW PIER HALL）[89][130]

## スタッフ
- ナレーション：篠田みなみ[131][注 32]
- 構成：樅野太紀
- CAM：福岡利浩
- 音声：羽立遥南
- 照明：高須ちあき
- 美術：山本和記
- 美術進行：池田彩乃
- CG・デザイン：山崎信
- 編集：axis
- MA：宝月健
- 音効：加藤つよし
- 編成：熊谷和也、泉良樹
- 宣伝：五色智哉、石田京子
- 協力：テレビ朝日クリエイト、IMAGICA、BULL BULL、共立ライティング
- 企画協力：木村シュウ（YOU GO Sign）
- AD：吉田奈那子
- AP：岩崎ちひろ
- ディレクター：佐藤拓実、佐野主紘
- プロデューサー：井ノ口功基
- 演出・プロデューサー：北野貴章
- ゼネラルプロデューサー：高橋正輝
- 制作協力：D.Walker
- 制作：テレビ朝日ビジネスソリューション本部コンテンツ編成局第1制作部
- 制作著作：テレビ朝日